# Namarjung
Namarjung (nep. नामार्जुङ) – gaun wikas samiti w zachodniej części Nepalu w strefie Gandaki w dystrykcie Kaski. Według nepalskiego spisu powszechnego z 2001 roku liczył on 316 gospodarstw domowych i 1470 mieszkańców (793 kobiet i 677 mężczyzn).